# Serie 600 de Euskotren Tranbia
La Serie 600 de Euskotren Tranbia está constituida por 7 unidades eléctricas múltiples. Las cuatro primeras entraron en servicio en 2019 y las últimas fueron entregadas a inicios de 2021. Estas nuevas unidades cuentan con siete módulos, frente a los cinco de la serie 500, y una longitud de 44 metros, lo que permite aumentar la capacidad hasta 400 usuarios; fueron los primeros tranvías más largos de España en prestar servicio sin necesidad de constituir dobles composiciones.

## Historia
Los tranvías fueron fabricados por CAF en su planta de Irún, por un importe de 25 millones de euros. En su totalidad son 100% de piso bajo, bidireccionales y con 16 puertas de acceso (8 en cada lado), además de contar con 58 asientos más 6 asientos plegables (situados en las 4 zonas para personas de movilidad reducida). 
La primera unidad fue recibida a finales de noviembre de 2019 en las cocheras de Ibaiondo, y el 17 de ese mismo mes comenzaron las pruebas en el trazado de Unibertsitatea de reciente creación. A finales de año (días 16, 26 y 30 de diciembre) se entregaron otras 3 unidades.
Como curiosidad, esta serie de tranvías no cabe en la parada de Legebiltzarra/Parlamento, dado que los problemas de espacio en la zona donde se sitúa impidieron ampliar los andenes, tal como se hizo con el resto de paradas existentes antes de 2020, que fueron ampliadas un total de 10m. Para ello, cuando los tranvías alcanzan dicho apeadero, las puertas de los extremos, es decir, aquellas que se ubican junto a las cabinas, se quedan fuera de servicio pudiéndose oír el siguiente mensaje por megafonía: "Legebiltzarra/Parlamento. Nasa laburra, kabina ondoan dauden ateak zerbitzuz kanpo egongo dira. Andén corto, las puertas situadas junto a las cabinas permanecerán fuera de servicio."
A primeras horas del servicio del 11 de diciembre de 2023 (sobre las 7:00 a. m.), el pantógrafo de la unidad 601 sufrió un enganchón con la catenaria a la altura del edificio de la Tesorería de la Seguridad Social situado a escasos metros de la parada de Landaberde. En consecuencia, el pantógrafo de la unidad se desprendió y fue necesaria la intervención del equipo de electricistas para arreglar el cable de la catenaria. Dado que todos los tranvías tienen que pasar por dicho punto para llegar también a la línea de Abetxuko-Unibertsitatea, el servicio se vio suspendido durante casi 5 horas hasta poco antes de las 12:00 p. m.. A los pocos días del accidente, el pantógrafo de la 601 fue arreglado y la unidad volvió a la circulación sin más problemas.